# John Rutsey
John Howard Rutsey (14. května 1953–11. května 2008) byl kanadský bubeník. V létě 1968 založil spolu s Alexem Lifesonem a Jeffem Jonesem skupinu Rush. V červenci 1974 ho nahradil Neil Peart.